# Dong bu dong?
Dong bu dong? (chinesisch 懂不懂？, Pinyin Dǒng bù dǒng, IPA (hochchinesisch) [dəʊŋ bəu dəʊŋ] – „Hast du’s verstanden?“) ist das erste deutschsprachige Schulbuch für Chinesisch für Schüler der Sekundarstufe. Es wurde von der Sinologin, Diplom-Übersetzerin und Lehrerin Antje Benedix konzipiert und erscheint im Ernst Klett Verlag. Benedix hatte 2006 für ihr unveröffentlichtes Lehrwerkkonzept „Dong bu dong?“ den erstmals verliehenen Friedhelm-Denninghaus-Preis („für besondere Verdienste auf dem Gebiet der Didaktik für Chinesisch als Fremdsprache“) des Fachverbandes Chinesisch e.V. erhalten. Bereits 1991 erschien das Lehrbuch Chinesisch sprechen, lesen, schreiben von Hans-Christoph Raab für Gymnasiasten.